# Спринг Маунт (Пенсилванија)
Спринг Маунт (енгл. Spring Mount) насељено је место без административног статуса у америчкој савезној држави Пенсилванија.

## Демографија
По попису из 2010. године број становника је 2.259, што је 54 (2,4%) становника више него 2000. године.
| Група             | 2000.         | 2010.         |
| Белци             | 2.024 (91,8%) | 2.057 (91,1%) |
| Афроамериканци    | 75 (3,4%)     | 69 (3,1%)     |
| Азијати           | 25 (1,1%)     | 28 (1,2%)     |
| Хиспаноамериканци | 51 (2,3%)     | 72 (3,2%)     |
| Укупно            | 2.205         | 2.259         |